# Limbo (бомбомет)
„Лимбо“ (противолодъчен бомбомет Mark 10) (на английски: Limbo) е последният британски стрелящ по курса противолодъчен бомбомет, първоначално разработен през Втората световна война. Представлява трицевен миномет, развитие на по-ранните „Squid“ и „Hedgehog“, разработен е от Учреждението за подводно оръжие на Адмиралтейството през 1950-те години. „Squid“ се зарежда ръчно, което създава трудности на люлеещата се палуба при силно вълнение; „Лимбо“ се зарежда и стреля автоматично, персоналът при това се намира в укритие. Той е поставян на шканеца на ескортните кораби на кралските ВМС на стабилизирана по диферент и крен платформа от 1955 г. до средата на 1980-те години. С „Лимбо“ са въоръжени построените за Австралия разрушители тип „Деринг“ (1949), а също и австралийските ескортни разрушители от типа „Ривър“. „Лимбо“ също широко се използва във ВМС на Канада, намирайки се на въоръжение на всички разрушители от края на 1950-те до началото на 1970-те години, в т.ч. „St. Laurent“, „Restigouche“, „Mackenzie“, „Annapolis“ и „Iroquois“.
Далечината на изстрела на бомбомета се контролира с клапани за сгъстения въздух и съставлява 400 – 900 м. Оръжието е свързано с хидроакустичната система на кораба, изстрелът се произвежда по команда, когато целта е в зоната на досегаемост. Снарядите се изстрелват под такива ъгли, че да падат като триъгълник около целта. „Лимбо“ може да стреля по всяко направление около кораба и обладава голяма точност. Оръжието е използвано през 1982 г. по време на Фолкландската война, и остава на служба в Кралския флот и флотите на Съдружеството до 1990-те години, когато е заменено с торпедото Mk 44. Екземпляр от системата се експониран в Музея на националното оръжие в Хоспорт, Хампшър.

## Управление на Mk 10 с помощта на сонар
Стрелбата от бомбомета Mk 10 се управлява с помощта на сонар от типа 170 (а по-късно 502) от диспечерската на хидролокатора, която обичайно се намира в съседство с бойната рубка.
Хидролокаторът тип 170 се обслужва от трима оператора, които поддържат хидроакустичния контакт с целта и ефективно следят целта по азимут, отстояние и дълбочина. Работата на операторите се контролира от офицера на хидролокатора (SCO, Sonar Control Officer), който командва диспечерската.
Когато контактът се класифицира като вражеска подводна лодка, офицерът на хидролокатора, след потвърждаване от командира в бойната рубка, ръчно произвежда изстрел. Стрелбата се изпълнява с помощта на пистолетна ръкохватка със спусък, поставена в диспечерската веднага зад операторите.

## Общи характеристики
- Общо тегло на системата: 35 тона, включая 51 снаряда (17 залпа).